# Boppeus lagrioides
Boppeus lagrioides là một loài bọ cánh cứng trong họ Cerambycidae.